# Dyscolia wyvillei
Dyscolia wyvillei är en armfotingsart som först beskrevs av Davidson 1878.  Dyscolia wyvillei ingår i släktet Dyscolia och familjen Dyscoliidae. Inga underarter finns listade i Catalogue of Life.